# Adélaïde de Hollande
Adelaïde de Hollande (~1230 - enterrée le 9 avril 1284) a été la régente de Hollande de 1258 à 1263. Fille de Florent IV de Hollande et de Mathilde de Brabant, sœur de Guillaume Ier du Saint-Empire, elle a gouverné en attente de la majorité de son neveu Florent V de Hollande.

## Biographie
Le 9 octobre 1246, Adélaïde se marie à Jean Ier d'Avesnes, comte de Hainaut. Tout comme sa mère, elle soutient des organisations religieuses. Trois de ses fils deviendront évêques et sa fille unique deviendra abbesse.
De 1258 à 1263, Adélaïde est régente de Hollande au nom de son neveu Florent V de Hollande. Elle se présente comme « gardienne de Hollande et de Zélande ». Elle donne des privilèges à Schiedam, où elle a fondé Huis te Riviere (nl), qui est à l'époque le deuxième plus grand château du comté de Hollande.
Après l'arrivée au pouvoir de Florent V, elle demeure conseillère de ce dernier.
Elle meurt en 1284 à Valenciennes.

## Union et postérité
On lui reconnaît sept enfants avec Jean I :
- Jean Ier (1247-1304), comte de Hainaut à partir de 1280 et de Hollande à partir de 1299, à la mort du fils de Florent V, Jean Ier ;
- Baudouin (né après 1247, toujours vivant en 1299) ;
- Jeanne, abbesse de Flines (morte en 1304) ;
- Bouchard (1251-1296), évêque de Metz  ;
- Gui (1253-1317), évêque d'Utrecht ;
- Guillaume (1254-1296), évêque de Cambrai ;
- Florent (1255-1297), stadhouder de Zélande et prince d'Achaïe.

## Hommage
Jacob van Maerlant a dédié Geesten, son premier poème, à Adélaïde.
En 1991, une statue, Vrouwe Aleida (Dame Adélaïde), a été érigée à Schiedam par la sculptrice Theresia van der Pant.